# Sergei Tarnowsky
Sergueï Vladimirovich Tarnowsky, également appelé Serguei Tarnowsky, est un pianiste et professeur de piano d'origine russe, né le 3 novembre 1883 à Kharkiv et mort le 22 mars 1976 à Los Angeles.

## Biographie
Sergueï Vladimirovich Tarnowsky dit Serguei Tarnowsky est né le 3 novembre 1883 à Kharkiv dans une famille d'origine russe.
Des musiciens invités visitaient souvent la maison familiale et Sergueï a montré un intérêt pour le piano dès son plus jeune âge. A l'âge de huit ans il étudie le piano en privé avec Henryk Bobinsky, diplômé du Conservatoire de Varsovie. À 19 ans, il a commencé des études avec Anna Esipova au Conservatoire de Saint-Pétersbourg. Le directeur du conservatoire était Alexandre Glazounov, dont la fille adoptive Tarnowsky s'est mariée plus tard. Après avoir obtenu son diplôme, Tarnowsky a reçu une médaille d'or et le prix Anton Rubinstein.
Il est allé enseigné à Odessa, où il s'est produit comme soliste sous Vassili Safonov. Safonov fut tellement impressionné qu'il s'arrangea pour que Tarnowsky apparaisse dans l'Orchestre symphonique de Berlin dans un programme de trois œuvres pour piano et orchestre-concertos de Piotr Ilitch Tchaïkovski et Sergueï Rachmaninov, et une Fantaisie d'Anton Arenski. Il a ensuite fait le tour d'autres villes européennes.
À Rome, il interprète le Concerto pour piano no 1 de Rachmaninov, après quoi il est félicité par Cosima Wagner qui se trouvait alors dans le public. Entre les tournées de concerts, Tarnowsky a travaillé au Théâtre Mariinsky avec Albert Coates. Il devint ensuite professeur de piano au Conservatoire de Kiev , où il enseignera à Vladimir Horowitz et fut son seul professeur des années 1914 à 1919 (Horowitz avait 11 ans lorsqu'il entra dans la classe de Tarnowsky et 16 l'lorsqu'il partit étudier avec Felix Blumenfeld). Ses autres étudiants à Kiev comprenaient Alexandre Uninsky